# Valdemar Rørdam
Valdemar Rørdam (født 23. september 1872 i Dalby, død 13. juli 1946) var en dansk digter og forfatter, søn af Hans Kristian Rørdam. Hans mest berømte digt er "Danmark i Tusind år", der længe var kandidat til at blive Danmarks nationalsang. Han var en af de store national-konservative digtere i 1920'erne og 1930'erne, og hans digtning kredsede især om det nationale. I 1937 modtog han Holberg-medaljen og blev indstillet til Nobelprisen i litteratur i 1937 og 1938. Som flere på den intellektuelle højrefløj var han stærk modstander af sovjetkommunismen. I 1941 udgav Rørdam digtet "Så kom den dag som vi har ventet længe", der hyldede Adolf Hitlers indsats mod bolsjevismen, og han mistede efterfølgende sin folkelige popularitet. I det tidlige 21. århundrede er Rørdam blevet forsøgt rehabiliteret af nationalkonservative skribenter som Søren Espersen.

## Liv og gerning
Han blev født i Dalby Præstegård ved Tureby som søn af daværende kapellan i Stege Hans Kristian Rørdam (en broder til sognepræst Thomas Ludvig Rørdam) og Ingeborg Bolette f. Olsen. 1884 kom han som kostgænger til Lyngby Realskole, hvorfra han 1888 tog almindelig forberedelseseksamen, og 1890 blev han, privat dimitteret, student. Der efter opholdt han sig et halvt år på Askov Højskole, tog filosofikum og begyndte på det juridiske studium, men måtte tage ud som huslærer på forskellige gårde i Jylland. I 1894 kom han tilbage til hovedstaden, studerede sprog og historie og underviste i skoler. I 1896 blev han angrebet af en så alvorlig brystlidelse, at han allerede var opgivet, men 2 års ophold i hjemmet bragte ham dog så vidt, at han, da han fik tildelt Det Anckerske Legat, i 1898-99 kunne foretage en rejse til Schwarzwald (hvor han fuldkomment restitueredes på et sanatorium), Schweiz, Korsika og Italien. Han var senere fast litteratur- og teateranmelder knyttet til dagbladet "Samfundet".

### Versekunstneren
Han udgav digtsamlingen "Sol og Sky" i 1895, men først efter sin sygdom nåede han hurtigt til modning, og mandiggjort og uddybet slog hans digteriske talent nu igennem. Tre digtsamlinger: "Tre Strenge" fra 1897, "Dansk Tunge" fra 1901 og "Kærlighedsdigte" fra 1903 åbenbarede i ham en sproglig begavelse og en versformende evne, så frisk og letsprudlende, som ikke var set siden Holger Drachmann, og også i friluftspræget, friluftshumøret og de fulde brysttoner var der noget Drachmann’sk: det var sang med fuldt vejr, som den ikke længe havde lydt fra de unge. Samtidig vågnede også den episke skildre- og fortællelyst i ham, og det store publikum vandt han i "Gudrun Dyre" fra 1902 ved foreningen af den episke fortælling og den lyriske versestil. I denne nutidsfortælling på vers blev læseren som dykket ned i et hav af sproglig vellyd, bares op som i en lystig bølgedans af verserytmer; de nøjagtigste naturmalerier, de trivielleste hverdagsskildringer optrådte i skønt lyrisk gevandt, og i mens forkyndte fortællingen en moderne programmæssig opfattelse af kvinden og kærligheden, som satte mange sind og snart også mange penne i bevægelse. I de følgende mere end 20 år offentliggjordee Rørdam en sværm af lyriske digtsamlinger: "Ved Midsommertid" i 1904, "Sol og Skyer" i 1905, "Stumme Strenge" i 1906, "Under aaben Himmel" i 1908, "Luft og Land" i 1910, "Strid og Strengeleg" i 1912, "De sorte Nætter" i 1913, "De dernede" i 1917, "Afrodite’s Boldspil" i 1920 og så videre samt en række fortællinger på vers eller fortællende digtcycler: "Karneval" i 1903, "Den gamle Kaptain" i 1906, "Den gamle Præstegaard" i 1916, "Købstadsidyller" i 1918, "Jens Hvas til Ulvborg" I—II 1922—1923. Der var en versevirtuositet, en rytmemusik og en ordrigdom i Rørdams digte, et åndedrag i ham og en sproglig fylde, der kunne nå orkestrale virkninger som hos Victor Hugo eller Edgar Allan Poe eller Swinburne. Der var en frisk følelsekraft i hans vers — jægerens natur- og sportsfølelser, slægts- og stammefølelser dernæst, nationale og heroisk-tragiske stemninger, som nu og da kunne smage af "litteratur" og retorik, men hans urolige blod kunne nå en lidenskabelig patos, hans energiske mandsvilje en dyb og høj etos, som var sjælden i samtidens danske lyrik, og der var en frisk og solid selvtænkning i ham; han kunne ræsonnere på vers, agitere og polemisere på vers som ingen af samtidens danske digtere, og unægtelig tog ræsonnøren, moralisten og journalisten ikke sjældent vejret fra digteren i ham, men livets moralske interesser og tidens brændende spørgsmål lå ham alvorlig på sinde og beåndede og stålsatte hans digtning. Endelig kunne ingen fortælle og beskrive og skildre på vers som han; han fortalte episoder fra de sidste danske krige og gav skildringer af kampen "dernede", som i folkelig simpelhed og kraft stod pa højde med "Fänrik Ståls sägner", og han kunne gengive naturens bevægelser og lyde med en impressionistisk kunst, malede landskaber rundt om fra Danmark (mellemspillet "Over det indiske Hav" fra 1920 lykkedes mindre) og tegnede interiører fra præstegårds- og købstadsliv, som er uden sidestykke i dansk litteratur. Udmærkede gendigtninger af engelske digte i "Engelske Kærlighedsdigte" fra 1919 og af "Digte fra Verdenskrigen" I—II fra 1918—1919 viser hen til nogle af forbillederne for hans poesi.
I 1920-erne udsendte Rørdam tre nye betydelige digtsamlinger: "Fugleviser" i 1924, "Blomstervers" i 1925 og "Klokkerne" i 1926, samt forfattede skuespillene "Buddha" i 1926 og "Kongeofret" i 1927. Han var en af de store national-konservative digtere i 1920'erne og 1930'erne, og hans digtning kredsede især om det nationale. I 1937 modtog han Holberg-medaljen og blev indstillet til Nobelprisen i litteratur i 1937 og 1938.

### Hyldesten til kampen mod kommunismen
Som flere på den intellektuelle højrefløj var han stærk modstander af Sovjet-kommunismen. Hans søn Helgo Rørdam havde bosat sig i Finland og deltog som frivillig i Vinterkrigen. Rørdams digte og sange blomstrede op under den tyske besættelse, hvor hans sange ofte blev sunget ved alsangsstævnerne i sommeren og efteråret 1940. Da han ved Tysklands angreb på Sovjetunionen juni 1941 skrev digtet "Så kom den dag som vi har ventet længe", der hyldede Adolf Hitlers indsats mod bolsjevismen, vendte hans popularitet. Efter et forgæves forsøg på at få det trykt i Politiken udgav han det i et særnummer af det nazistiske studenterblad Akademisk Aktion. Digtet er den nationalsocialistiske tekst, der vakte mest opmærksomhed og debat overhovedet, hvorfor citeres her første vers i sin helhed:
"Saa kom den Dag, som vi har ventet længe!
 Nu viser Tysken sig sin Kampkraft værd.
 Vogter han mod vor Vilje Danmarks Vænge,
 havde vi nok selv svigtet Vagten dér.
 Men jeg skal love for, at danske drenge
 vaagner ved Fodslaget af Finlands Hær
 paa Marsj med Tysklands mod den fælles Fare.
 Vi har dog samme livsrum at forsvare."
Digtet faldt ikke i god jord i det besatte Danmark, og Rørdam blev gjort til en paria. Han skrev et hyldestdigt til Christian Frederik von Schalburg, der faldt på østfronten, hvilket ikke gjorde sagen bedre. Rørdam trak sig tilbage til Vestsjælland, hvor han boede som logerende hos sin ven Sigurd Swane indtil sin død i 1946.Han oversatte Pan Tadeusz af Adam Mickiewicz til dansk.

## Eftermæle
I 2003 udgav Søren Espersen biografien "Valdemar Rørdam: Nationalskjald og landsforræder", der søgte at sætte Rørdam i et mere positivt lys. Hans Hertel fastslog at Espersen søger at omtolke Rørdam fra landsforræder til patriotisk antikommunist “ved negligering af al kildekritik“ og “ved tautologiske besværgelser om at begreberne danskhed og national er instinktive og hævet over al ideologi“.

## Værker
- Sol og sky (1895)
- Tre strænge (1897)
- Paa höjskole (1898),
- Bjovulv (1899)
- Karen Kjeldsen (1900)
- Dansk tunge (1901)
- Gudrun Dyre (1902)
- Kærlighedsdigte (1903)
- Karneval (1903),
- Ved midsommertid (1904),
- Stumme strænge (1906),
- Under åben himmel (1908),
- Luft og land (1910),
- Strid og strengeleg (1912),
- Et borgerligt Ord om Danmarks Stilling og det at være dansk (1912)
- De sorte nætter (1913)
- Duerne og kriget (1915)
- Den gamle kaptajn (3 samlinger, 1906-07)
- Grønlandsfærd (1909)(skuespil)
- Kampen mod Bål (1914)
- Lykkelige barndom (1915)
- Svensk literatur (1911)
- Jens Hvas til Ulvborg1922-23
- Den gamle præstegaard (1916),
- Købstadsidyller (1916),
- Afrodites boldspil (1920), Sangen om Danmark (1923)
- Fugleviser (1924).
- Digte fra verdenskrigen (2 band, 1918-19),
- Engelske kærlighedsdigte (1920)
- Fjordene. Et krydstogt i danske Farvande (1941)
- Mulig- og umuligheder for en dansk nordisk Fremtid (1942)
- Tale fra Skafottet (1945)

## Hæderspriser og anerkendelser
Han modtog i 1898 Det anckerske Legat, var på finansloven flere gange (1899, 1905 og livsvarigt fra 1941, dog afstået i 1945), modtog Selskabet for de skiønne og nyttige Videnskabers Pris 1925, modtog Holberg-medaljen i 1937 og Holger Drachmann-legatet samme år. Han var medlem af Dansk Forfatterforening men blev ekskluderet 1946 med tilbagevirkende kraft.